# Four O'Clock
"Four O’Clock" is een aflevering van de Amerikaanse televisieserie The Twilight Zone.

## Verhaal
Oliver Crangle is een fanatieke man die continu op zoek is naar mensen die volgens hem kwaadaardig zijn. Als hij zo iemand vindt, probeert hij zijn leven te ruïneren. Zo schrijft of belt hij o.a. hun werkgevers om ze te vertellen hoe slecht hun werknemer is en dat ze de persoon in kwestie het beste meteen kunnen ontslaan. Geen van de werknemers neemt hem echter serieus. Kwaad dat hij niet serieus wordt genomen, wordt Oliver steeds fanatieker in zijn zoektocht iets te vinden om de wereld van het kwaad te verlossen.
Zijn daden blijven niet onopgemerkt bij de overheid en agent Hall wordt gestuurd om Oliver te onderzoeken. Oliver ziet Hall en nodigt hem uit om hem zijn nieuwste plan te tonen. Hij heeft een manier gevonden waarop alle kwaadaardige mensen in de wereld om precies vier uur zullen krimpen tot 60 centimeter hoogte. Hall denkt dat Oliver gek is en vertrekt.
Wanneer de klok die middag vier uur slaat, krimpt Oliver tot zijn ongenoegen zelf tot 60 centimeter.

## Rolverdeling
- Oliver Crangle: Theodore Bikel
- Mrs. Williams: Moyna MacGill
- Mrs. Lucas: Phyllis Love
- Hall: Linden Chiles

## Achtergrond
Het scenairo van de aflevering werd geschreven door Rod Serling, gebaseerd op een verhaal van Price Day. Het originele verhaal werd voor het eerst gepubliceerd in Alfred Hitchcock Presents: 14 of My Favorites in Suspense (1959) .